# Shadows Land
Shadows Land est un groupe polonais de black et death metal, originaire de Stargard Szczeciński, actif entre 1995 et 2007.

## Histoire
Le groupe se forme en 1995 à Stargard Szczeciński avec Arkadiusz « Aro » Jabłoński et Dominik » Don » Piotrowski. En 1997, la première démo du groupe sort, intitulée Epitaph. Cette cassette est enregistrée au studio Selani d'Olsztyn en collaboration avec le producteur Andrzej Bomba. En 1999, le groupe sort sa deuxième démo intitulée Smell of Pain, puis Dominik « Don » Piotrowski quitte le groupe. Un an plus tard, les enregistrements de la deuxième démo sortent sur un split avec le groupe Mess Age chez Demonic Records. Peu après, Tomasz Tymczyszyn et Buzzer quittent le groupe, pour être remplacés par Jarosław « J.Nerexo » Jabłoński et Lexative, respectivement.
Le 25 février 2004, le premier album du groupe, Ante Christum (Natum), est publié par Empire Records. Toujours en 2004, les musiciens signent avec le label français Osmose Productions. C'est par l'intermédiaire de ce label que le premier album de Shadows Land sort en Europe. Le 25 avril 2006, le deuxième album studio du groupe, intitulé Terminus Ante Quem, est sort. Les enregistrements sont réalisés au studio Hertz à Białystok, et la couverture de l'album est réalisée par la société allemande Killustrations, connue pour sa collaboration avec les groupes Six Feet Under et Dew-Scented. En 2006, le groupe effectue une tournée européenne précédant Hate Eternal. En tant que second guitariste de Shadows Land, Mariusz « Trufel » Domaradzki, connu pour ses performances dans les albums de Shadows Land, est choisi par le groupe. Le groupe se sépare par la suite.

## Discographie
- 1997 : Epitaph (démo)
- 1999 : Smell of Pain (démo)
- 2000 : Reborn / Smell of Pain (Demonic Records, split avec Mess Age)
- 2004 : Ante Christum (Natum) (Empire Records, Osmose Productions)
- 2006 : Terminus Ante Quem (Empire Records, Osmose Productions)